# Загибель Бріджит Дрісколл
Бріджит Дрісколл (англ. Bridget Driscoll (1851 або 1852 — 17 серпня 1896, Лондон) — перша в світі жертва автомобільного наїзду.

## Історія події
17 серпня 1896 року в Лондоні автомобіль, керований Артуром Едселлом, збив Бріджит Дрісколл, 44-річну (за іншими даними, 45-річну) матір двох дітей. Це був перший у світі випадок наїзду на пішохода автотранспортом, який призвів до летального результату.
За словами свідків, автомобіль їхав з «величезною швидкістю». Водій Артур Едселл, службовець «Англо-французької автомобільної компанії», яка демонструвала публіці свою новинку, повинен був їхати зі швидкістю чотири милі за годину, але вдвічі перевищив її — очевидно, щоб справити враження на юну леді, яку взявся покатати. Згідно зі свідченнями очевидців, під час інциденту він з нею жваво розмовляв. Водійський досвід Едселла налічував три тижні.
Місіс Дрісколл вийшла на дорогу, не звернувши уваги на огорожу і вивіски, які оголошували про рух транспортних засобів з мотором. Побачивши візок без коня, який нісся на неї, вона спробувала захиститися від нього парасолькою, але марно.
Після шестигодинного розгляду першої в історії ДТП зі смертельними наслідками суд присяжних ухвалив, що це була «випадкова смерть», і проти Едселла і компанії кримінальну справу порушувати не стали. На розгляді коронер заявив: «Таке ніколи більше не повинно трапитися». Суддя виніс вердикт: «Місіс Дрісколл стала жертвою власної необережності».